# Schittkó József
Schittkó József (1776. – Selmecbánya, 1833. november 25.) akadémiai tanár, bányatanácsos.

## Életpályja
A selmecbányai akadémián tanult, s 1809-ben került ide tanárként a mennyiségtani és bölcseleti tanszékre. A mechanikai ércelőkészítés terén 1830-ban olyan új eljárást dolgozott ki, amelyet utóbb sikerrel alkalmaztak a gyakorlatban.
A bányagépészet terén sok fontos találmánya volt. Tökéletesítette a közvetlen hatású vízoszlopgépek vezérművét. Feltalálta a forgó mozgású vízoszlopgépet. A selmeci lipótaknai vízemelő s a bélabányai vízoszlop-zúzó erőművek a tervei alapján épültek.

## Művei
- Beiträge zur Bergbaukunde, insbesondere zur Bergmaschinen – Lehre (Wien, 1833)